# 1899 no jornalismo
Nesta página encontrará referências aos acontecimentos directamente relacionados com o jornalismo ocorridos durante o ano de 1899.

## Eventos
- 22 de dezembro — Término da publicação na Sertã (Portugal), do jornal semanal "Echo da Beira" que foi publicado desde 1896[1]

## Nascimentos
| Data        | Nome          | Profissão             | Nacionalidade | Observações | Ref |
| ----------- | ------------- | --------------------- | ------------- | ----------- | --- |
| 10 de abril | Gustavo Neves | jornalista e escritor | Brasil        | m. 1980     |     |

## Mortes
| Data | Nome | Profissão | Nacionalidade | Observações | Ref |
| ---- | ---- | --------- | ------------- | ----------- | --- |